# Polybotrya alfredii
Polybotrya alfredii là một loài thực vật có mạch trong họ Dryopteridaceae. Loài này được Brade miêu tả khoa học đầu tiên năm 1969.